# Cornus koehneana
Cornus koehneana — вид квіткових рослин з родини деренових (Cornaceae).

## Біоморфологічна характеристика
Це дерево 6–10 метрів заввишки. Кора темно-коричнева. Молоді гілки пурпурувато чи червонувато-зелені, тонкі, ± 4-кутні (або ребристі), запушені сіруватими притиснутими трихомами; старі гілки жовтувато-коричневі чи сірувато-коричневі, голі, з рідко розкиданими жовтувато-білими вузько-еліптичними сочевицями. Листки супротивні; пластинка від вузько-еліптичної до яйцювато-еліптичної, 3.3–8 × 2.3–4.5 см, абаксіально (низ) сірувато-зелена з притиснутими сірувато-білими короткими тонкими трихомами, верхівка загострена чи розширено загострена. Суцвіття нещільні та розлогі, ≈ 6 см завширшки. Квітки білі, ≈ 7 мм у діаметрі. Пелюстки язичково-видовжені, ≈ 4.5 × 0.9 мм. Тичинки ≈ 4 мм, коротше пелюсток; пиляки світло-жовті, видовжено-яйцеподібні. Плід яйцеподібно-кулястий, ≈ 5 × 6 мм у діаметрі. Цвітіння: травень — червень; плодіння: липень — серпень.

## Поширення
Росте в Азії: Китай (Ганьсу, Шеньсі, Шаньсі, Сичуань). Населяє змішані ліси в долинах і на схилах; 1700–2200 метрів.